# چهلمین مراسم گلدن گلوب
چهلمین مراسم گلدن گلوب برای ارج نهادن به بهترین فیلم و شوی تلویزیونی سال ۱۹۸۲ در ۲۳ ژانویه سال ۱۹۸۳ برگزار شد
مریل استریپ سومین بار گوی زرین را برنده می‌شود؛ و نیز وی دومین سال متوالی است که برنده بهترین بازیگر نقش اول زن می‌شود. اینگرید برگمن، برنده بهترین بازیگر نقش اول زن در یک مینی سریال یا فیلم ساخته شده برای تلویزیون شد.
ریچارد اتنبورو برنده بهترین کارگردانی برای فیلم گاندی شد و نیز مطابق کتاب رکوردهای گینس حضور نزدیک به ۳۳۰٬۰۰۰ سیاهی لشکر در سکانس مراسم تشییع در این فیلم، بیشترین تعداد افراد حاضر در یک فیلم بوده‌است.

## برندگان و نامزدها

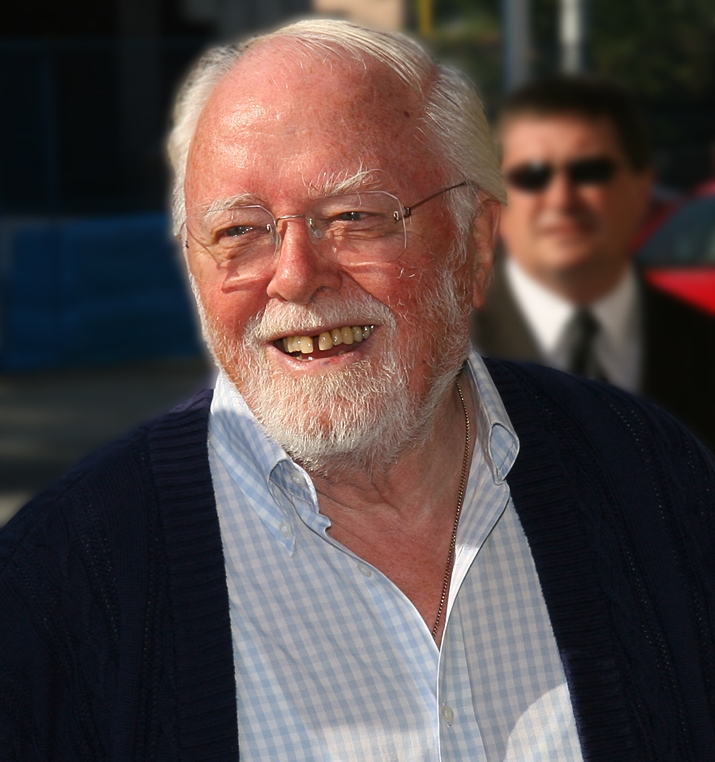
ریچارد اتنبرا — Best Director, winner

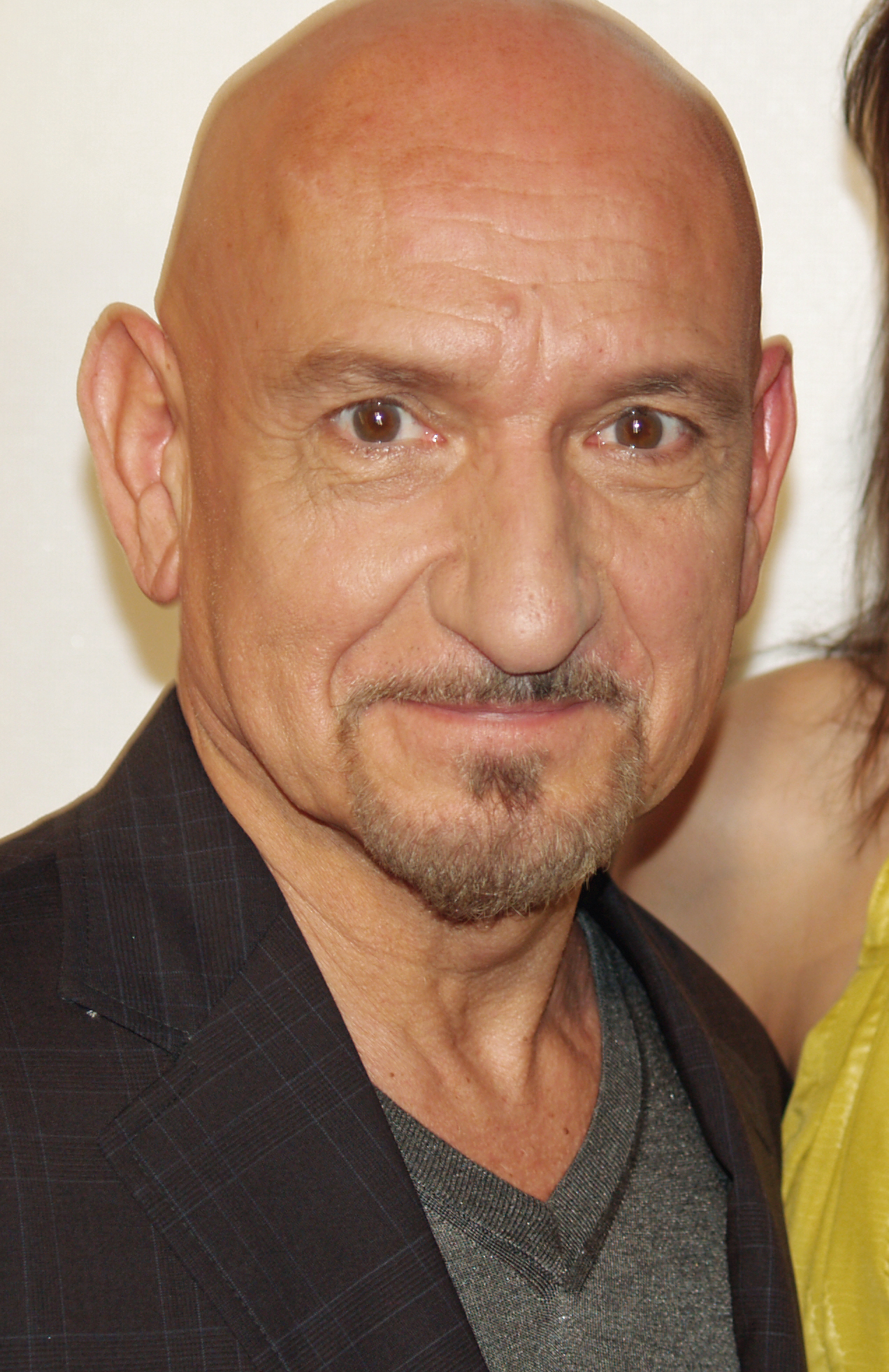
بن کینگزلی — Best Actor in a Motion Picture, Drama winner

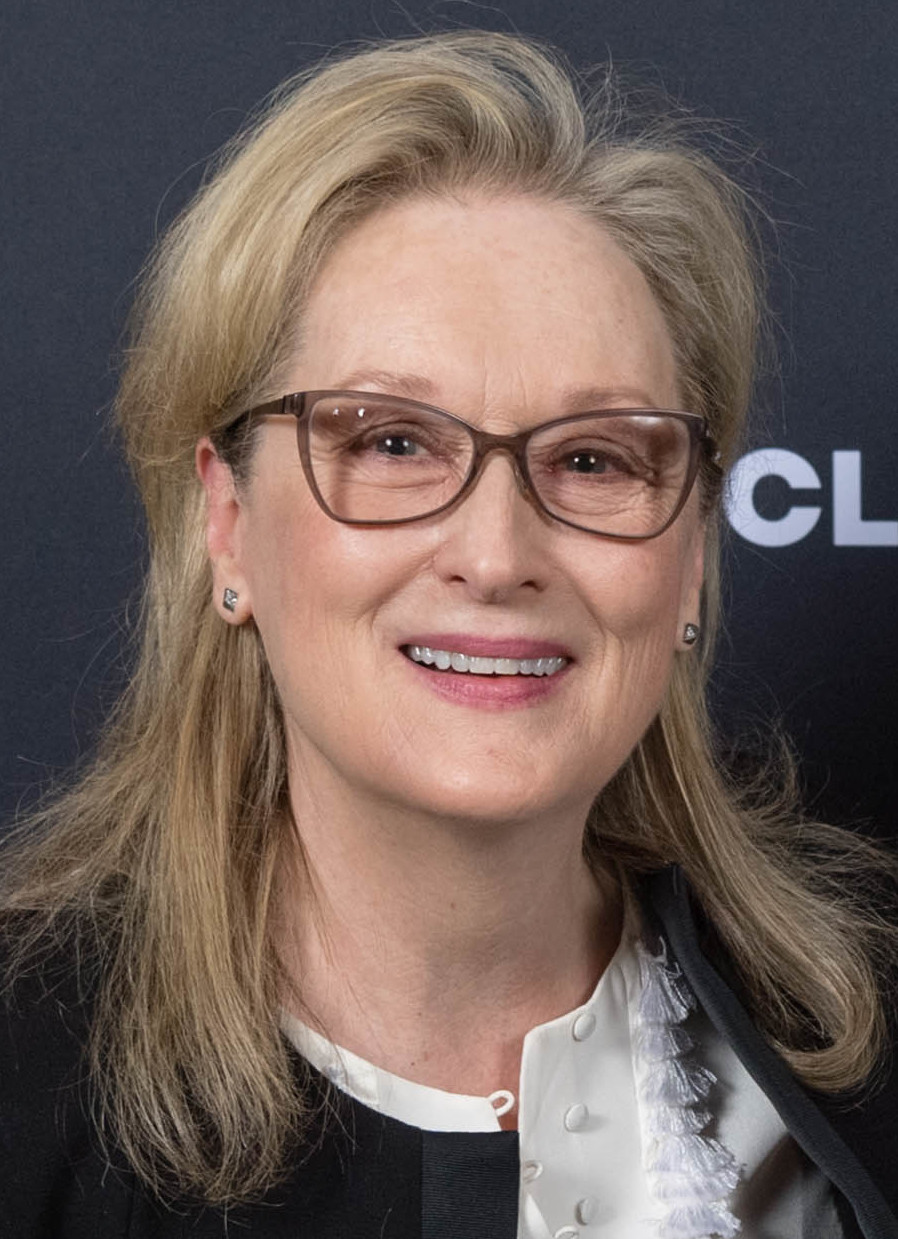
مریل استریپ — Best Actress in a Motion Picture, Drama winner

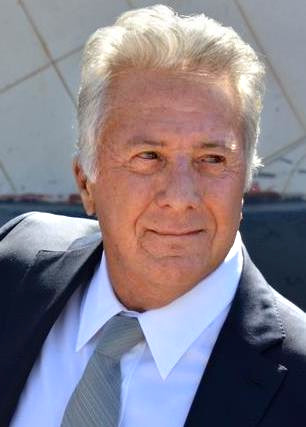
داستین هافمن — Best Actor in a Motion Picture, Comedy or Musical winner

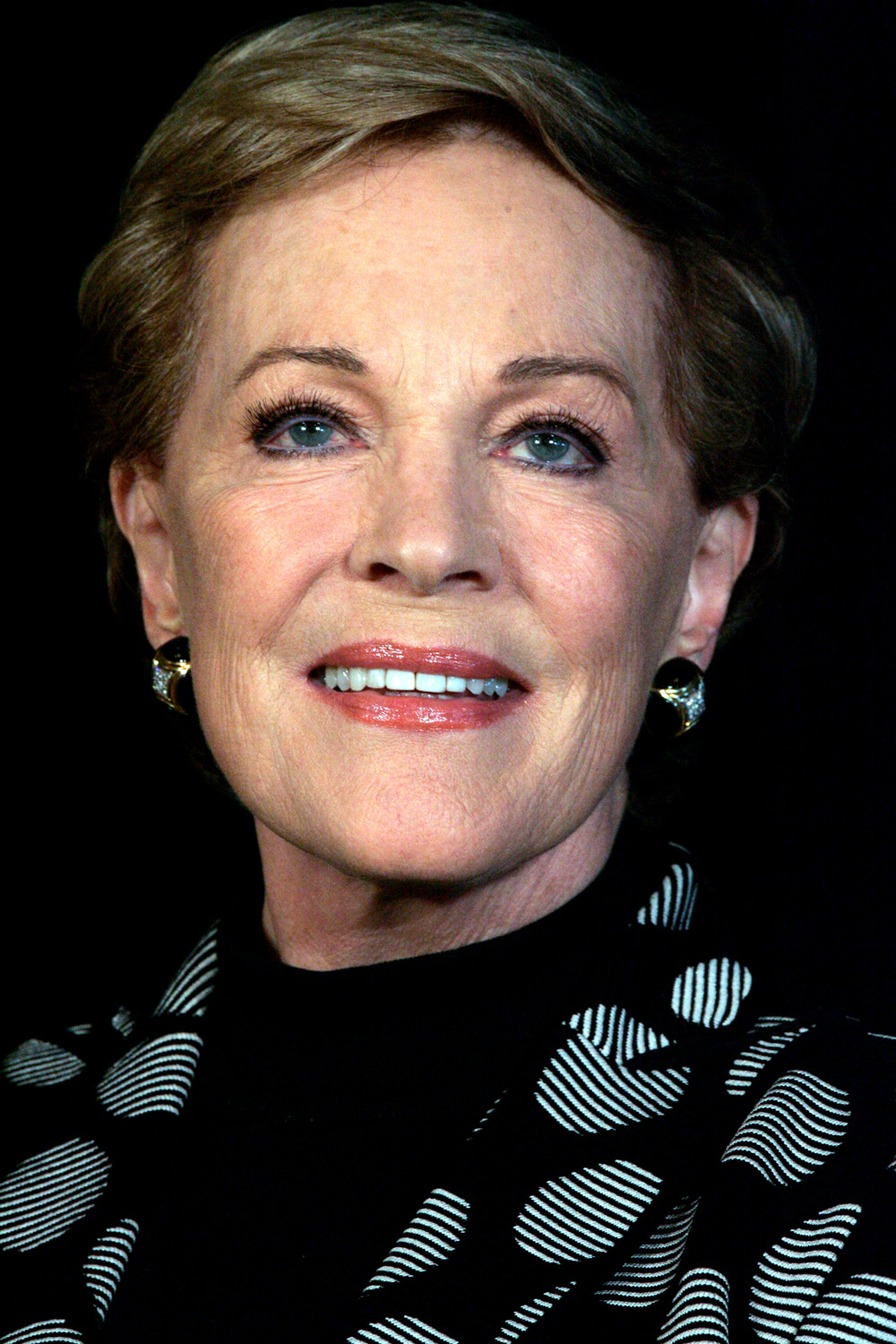
جولی اندروز — Best Actress in a Motion Picture, Comedy or Musical winner

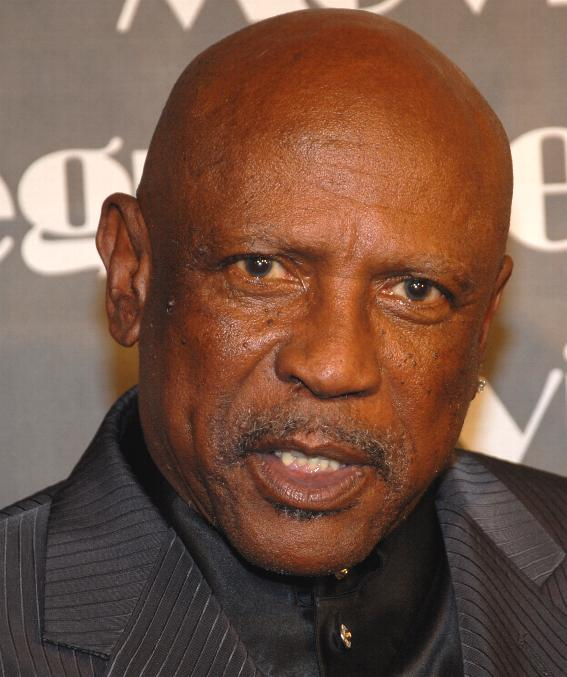
لوئیس گوست، جونیور — Best Supporting Actor in a Motion Picture, winner

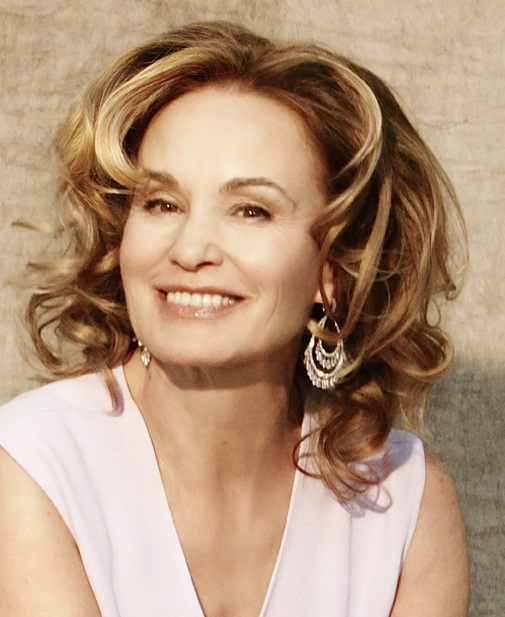
جسیکا لنگ — Best Supporting Actress in a Motion Picture, winner

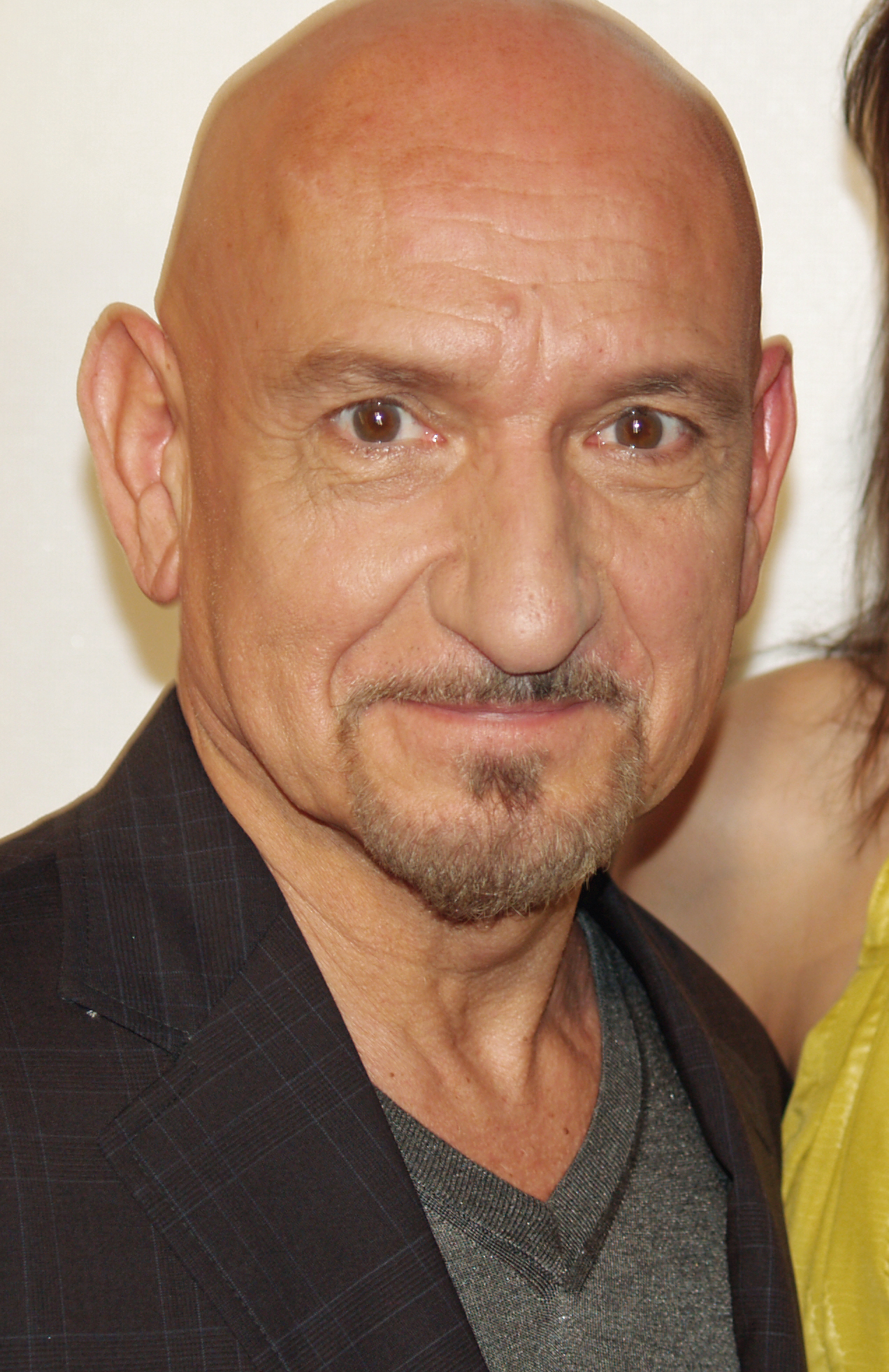
Ben Kingsley – New Star of the Year — Actor, winner

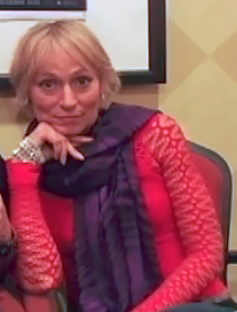
ساندال برگمن – New Star of the Year — Actress, winner

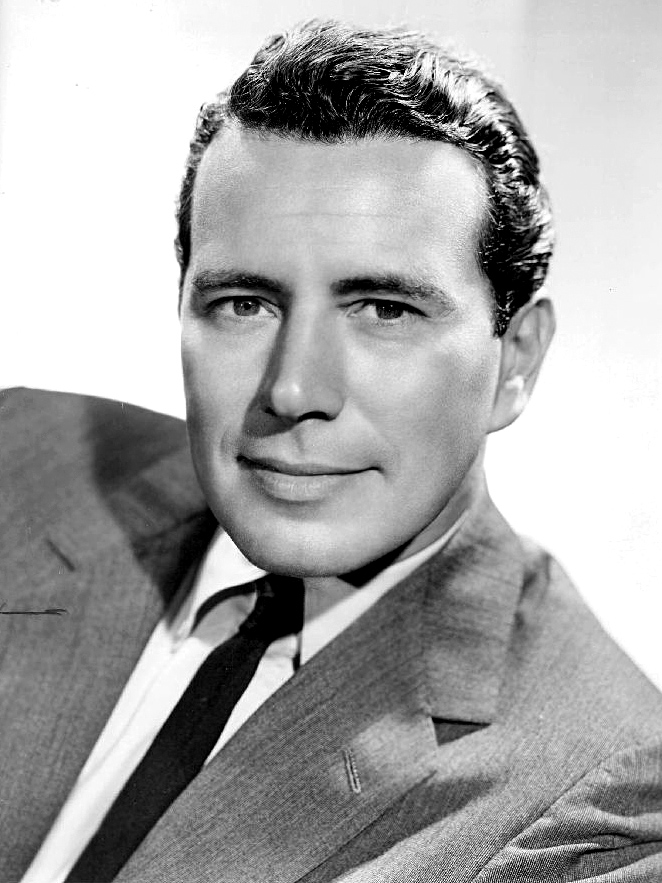
جان فورسایث – Best Actor in a Television Series, Drama winner

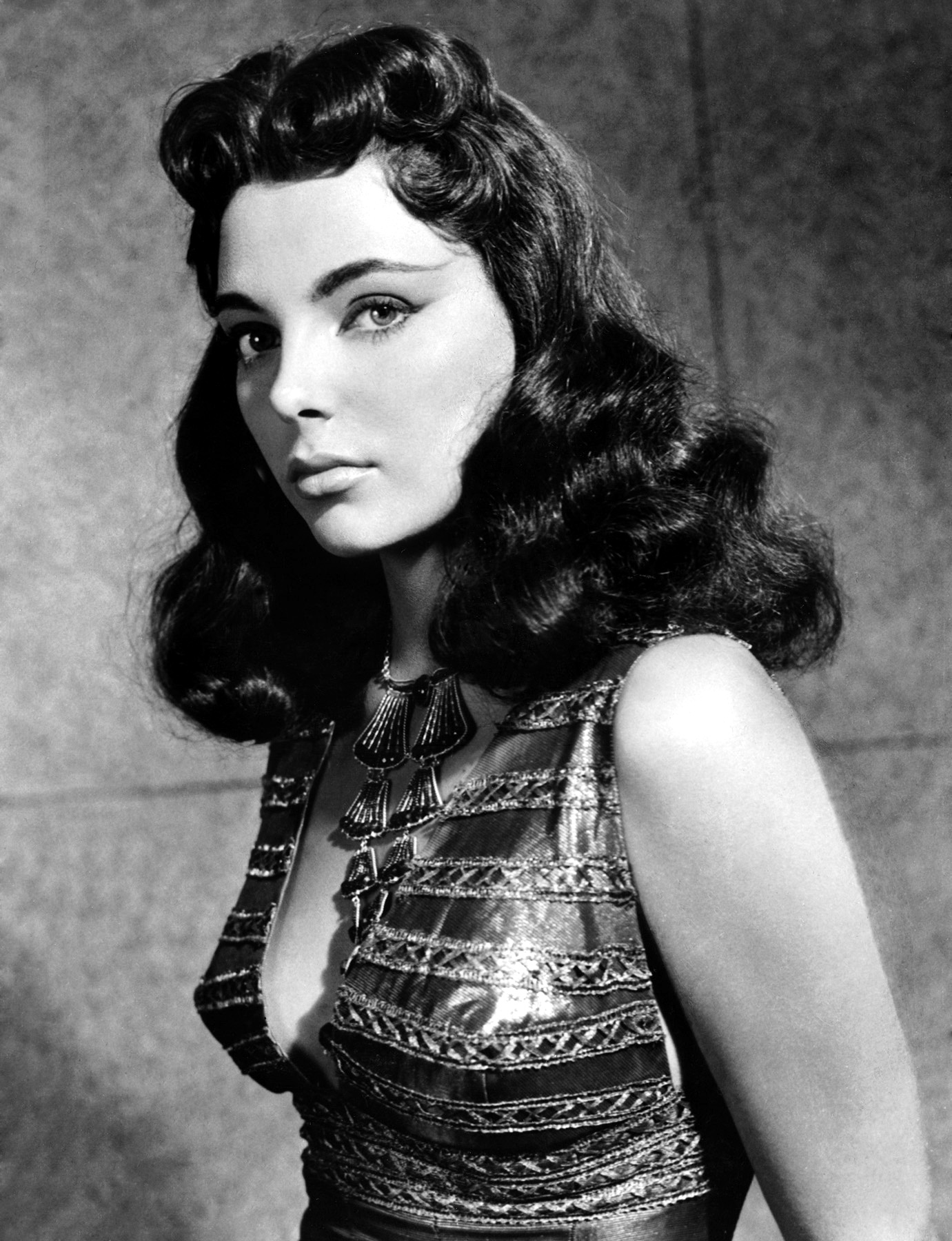
جوآن کالینز — Best Actress in a Television Series, Drama winner

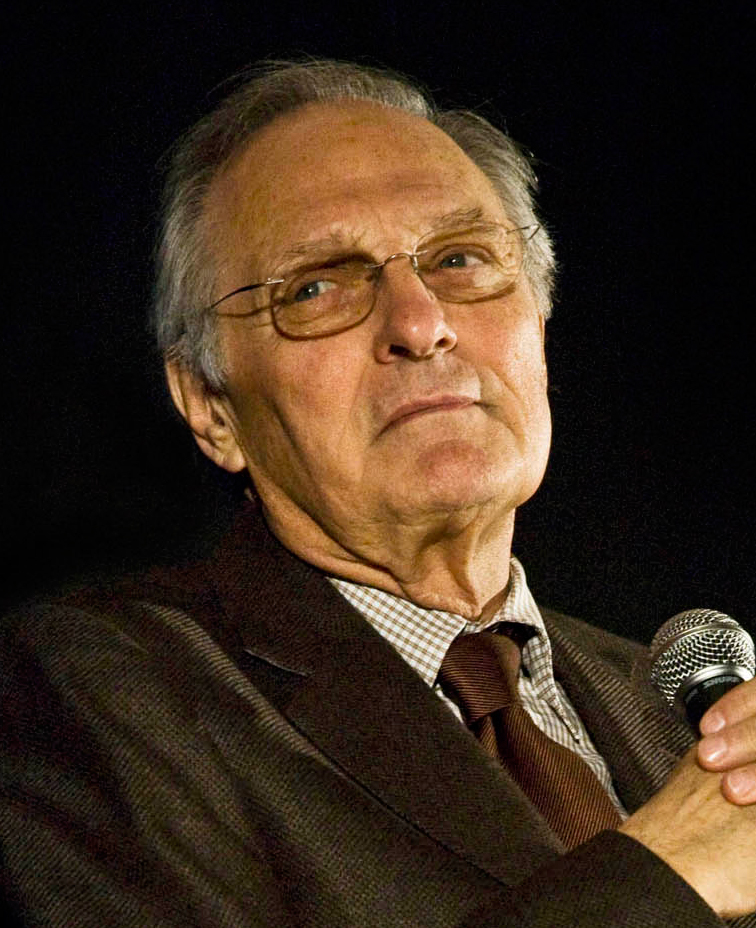
آلن آلدا — Best Actor in a Television Series, Comedy or Musical winner

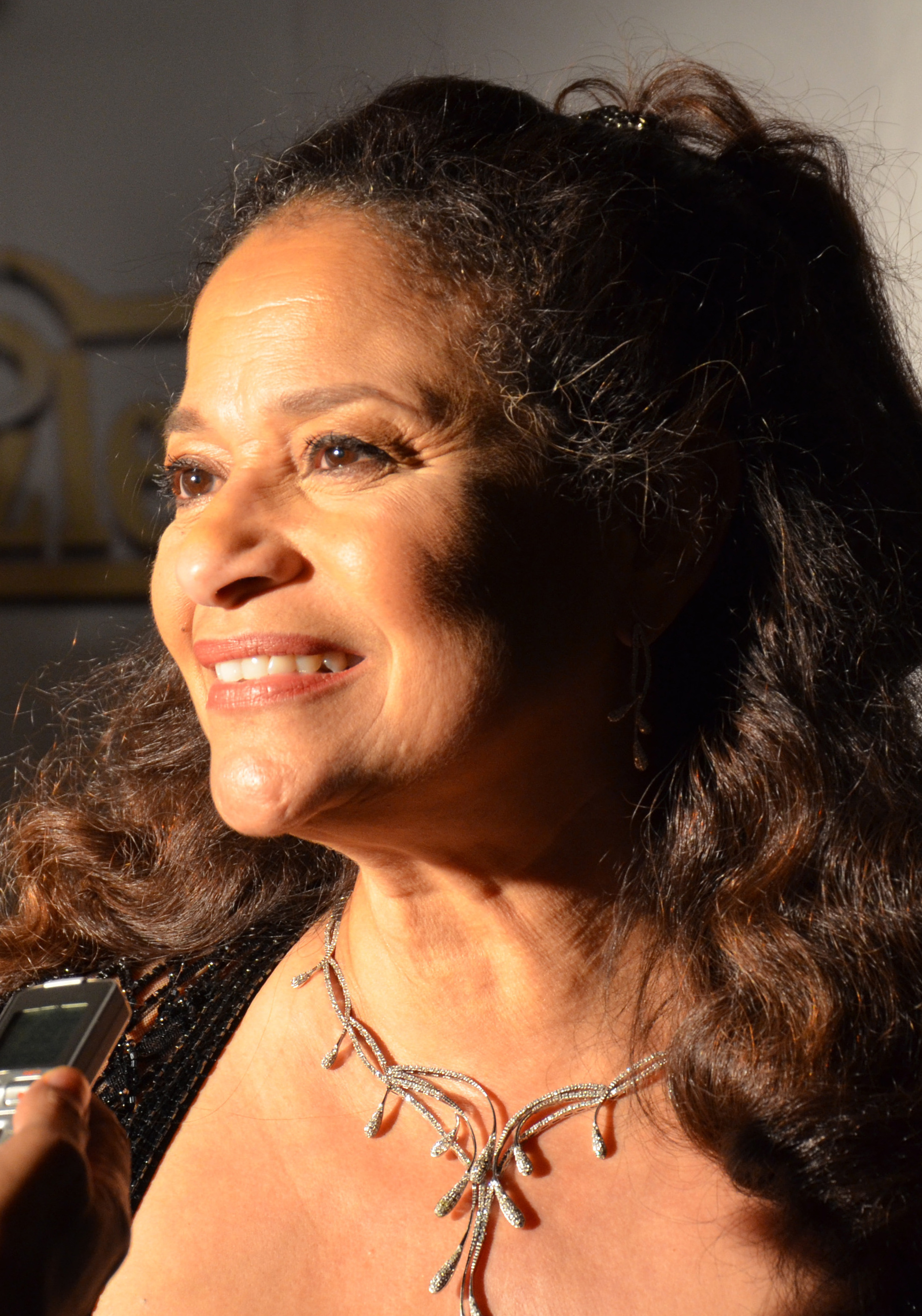
دبی آلن — Best Actress in a Television Series, Comedy or Musical winner

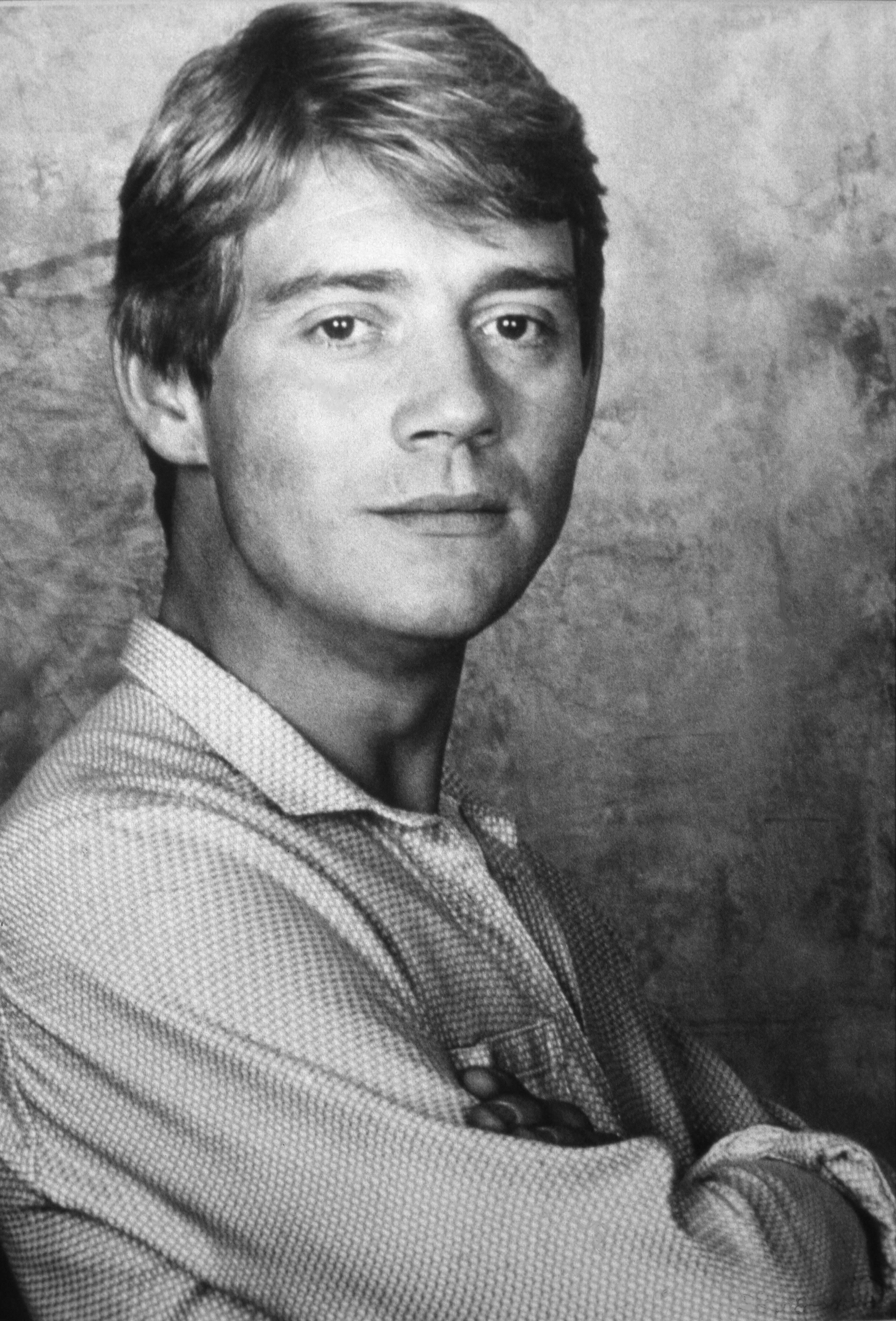
آنتونی اندروز — Best Actor in a Miniseries or Television Film, winner

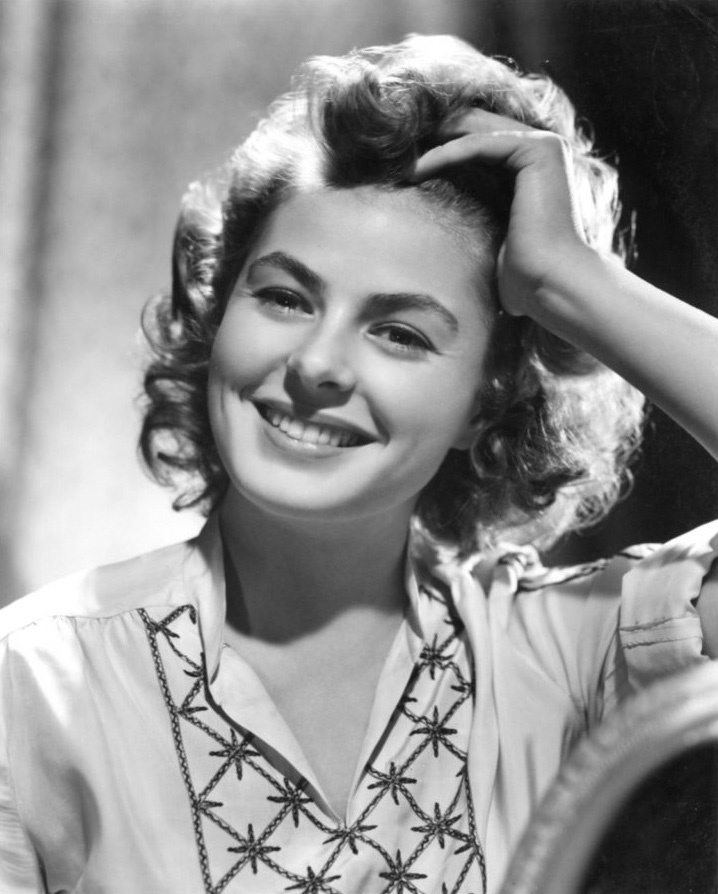
اینگرید برگمن — Best Actress in a Miniseries or Television Film, winner

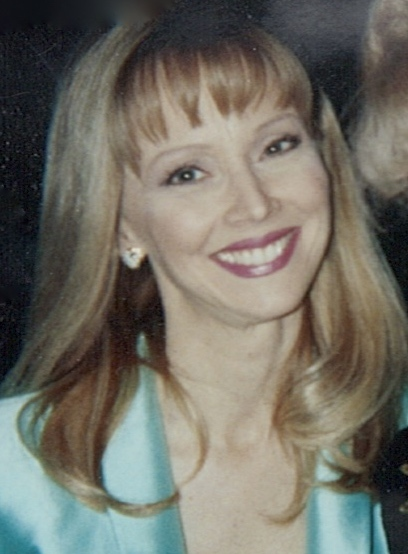
شلی لانگ — Best Supporting Actress in a Series, Miniseries or Television Film winner

### فیلم سینمایی
| Best Motion Picture | Best Motion Picture |
| جایزه گلدن گلوب بهترین فیلم – درام | جایزه گلدن گلوب بهترین فیلم – موزیکال یا کمدی |
| --- | --- |
| - ئی.تی. موجود فرازمینی - گمشده - یک افسر و یک جنتل‌من - انتخاب سوفی - حکم | - توتسی - بهترین فاحشه‌خانه کوچک در تگزاس - رستوران - سال محبوب من - ویکتور ویکتوریا |
| Best Performance in a Motion Picture – Drama | |
| جایزه گلدن گلوب بهترین بازیگر مرد – فیلم درام | جایزه گلدن گلوب بهترین بازیگر زن – فیلم درام |
| - بن کینگزلی – گاندی در نقش مهاتما گاندی - آلبرت فینی – Shoot the Moon در نقش George Dunlap - ریچارد گی‌یر – یک افسر و یک جنتل‌من در نقش Zack Mayo - جک لمون – گمشده در نقش Ed Horman - پل نیومن – حکم در نقش Frank Galvin                                           | - مریل استریپ – انتخاب سوفی در نقش Sophie Zawistowska - دایان کیتن – Shoot the Moon در نقش Faith Dunlap - جسیکا لنگ – فرانسیس در نقش فرانسیس فارمر - سیسی اسپیسک – گمشده در نقش Beth Horman - دبرا وینگر – یک افسر و یک جنتل‌من در نقش Paula Pokrifki                                                                                        |
| Best Performance in a Motion Picture – Comedy or Musical | |
| جایزه گلدن گلوب بهترین بازیگر مرد – فیلم موزیکال یا کمدی | جایزه گلدن گلوب بهترین بازیگر زن – فیلم موزیکال یا کمدی |
| - داستین هافمن – توتسی در نقش Michael Dorsey/Dorothy Michaels - پیتر اوتول – سال محبوب من در نقش Alan Swann - آل پاچینو – نویسنده! نویسنده! در نقش Ivan Travalian - رابرت پرستون – ویکتور ویکتوریا در نقش Caroll "Toddy" Todd - هنری وینکلر – شیفت شب در نقش Chuck | - جولی اندروز – ویکتور ویکتوریا در نقش Victoria Grant/Victor Grezhinski - کارول برنت – آنی در نقش Miss Hannigan - سالی فیلد – مرا ببوس خداحافظ در نقش Kay - گلدی هان – بهترین دوستان در نقش Paula McCullen - دالی پارتن – بهترین فاحشه‌خانه کوچک در تگزاس در نقش Mona Stangley - آیلین کوئین – آنی در نقش Annie                              |
| Best Supporting Performance in a Motion Picture – Drama, Comedy or Musical | |
| جایزه گلدن گلوب بهترین بازیگر نقش مکمل مرد | جایزه گلدن گلوب بهترین بازیگر نقش مکمل زن |
| - لوئیس گوست، جونیور – یک افسر و یک جنتل‌من در نقش Emil Foley - رائول خولیا – طوفان در نقش کالیبان - دیوید کیت – یک افسر و یک جنتل‌من در نقش Sid Worley - جیمز میسون – حکم در نقش Ed Concannon - جیم متسلر – Tex در نقش Mason McCormick                              | - جسیکا لنگ – توتسی در نقش Julie Nichols - شر – Come Back to the Five and Dime, Jimmy Dean, Jimmy Dean در نقش Sissy - لینی کازان – سال محبوب من در نقش Belle Carroca - کیم استنلی – فرانسیس در نقش Lillian Farmer - لزلی ان وارن – ویکتور ویکتوریا در نقش Norma Cassidy                                                                     |
| Other | |
| جایزه گلدن گلوب بهترین کارگردانی | جایزه گلدن گلوب بهترین فیلم‌نامه |
| - ریچارد اتنبرا – گاندی - کوستا گاوراس – گمشده - سیدنی لومت – حکم - سیدنی پولاک – توتسی - استیون اسپیلبرگ – ئی.تی. موجود فرازمینی | - گاندی – جان بریلی - ئی.تی. موجود فرازمینی – ملیسا متیسن - گمشده – کوستا گاوراس and دانلد ئی. استیوارت - توتسی – لری گلبرت and موری شیسگال - حکم – دیوید ممت |
| جایزه گلدن گلوب بهترین موسیقی | جایزه گلدن گلوب بهترین ترانه غیراقتباسی |
| - ئی.تی. موجود فرازمینی – جان ویلیامز - بلید رانر – ونجلیس - Cat People – جورجو مورودر - Six Weeks – دادلی مور - ویکتور ویکتوریا – هنری مانچینی | - "Up Where We Belong" (جک نیچه، بافی سینت-مری، ویل جنینگز) – یک افسر و یک جنتل‌من - "آدم‌های گربه‌ای" (جورجو مورودر، دیوید بویی) – Cat People - "چشم ببر" (Jim Peterik, Frankie Sullivan) – راکی ۳ - "If We Were In Love" (جان ویلیامز، آلن و مرلین برگمن – Yes, Giorgio - "Making Love" (برت بکراک، Bruce Roberts, کارول بیر سیجر) – عشق‌بازی |
| جایزه گلدن گلوب بهترین فیلم غیر انگلیسی‌زبان | |
| - گاندی (بریتانیا/هند) - فیتزکارالدو (آلمان غربی) - لا تراویاتا (ایتالیا) - The Man from Snowy River (استرالیا) - جستجو برای آتش (کانادا/فرانسه) - جاده (سوئیس/ترکیه)                                                                                              | |
| New Star of the Year – Actor | New Star of the Year – Actress |
| - بن کینگزلی – گاندی در نقش مهاتما گاندی - دیوید کیت – یک افسر و یک جنتل‌من در نقش Sid Worley - کوین کلاین – انتخاب سوفی در نقش Nathan Landau - ادی مورفی – ۴۸ ساعت در نقش Reggie Hammond - هنری توماس – ئی.تی. موجود فرازمینی در نقش Elliott                       | - ساندال برگمن – کونان بربر در نقش Valeria - لیسا بلونت – یک افسر و یک جنتل‌من در نقش Lynette Pomeroy - Katherine Healy – Six Weeks در نقش Nicole Dreyfus - ایمی مدیگان – Love Child در نقش Terry Jean Moore - آیلین کوئین – آنی در نقش Annie - مالی رینگوالد –طوفان در نقش میراندا                                                          |

فیلم های زیر چندین نامزدی دریافت کردند:
| Nominations | Title                          |
| ----------- | ------------------------------ |
| ۸           | یک افسر و یک جنتل‌من            |
| ۵           | ئی.تی. موجود فرازمینی          |
| ۵           | گاندی                          |
| ۵           | گمشده                          |
| ۵           | توتسی                          |
| ۵           | حکم                            |
| ۵           | ویکتور ویکتوریا                |
| ۳           | آنی                            |
| ۳           | سال محبوب من                   |
| ۳           | انتخاب سوفی                    |
| ۲           | بهترین فاحشه‌خانه کوچک در تگزاس |
| ۲           | فرانسیس                        |
| ۲           | Shoot the Moon                 |
| ۲           | Six Weeks                      |
| ۲           | طوفان                          |

The following films received multiple wins:
| Wins | Title                      |
| ---- | -------------------------- |
| ۴    | Gandhi                     |
| ۳    | Tootsie                    |
| ۲    | An Officer and a Gentleman |
| ۲    | E.T. The Extra-Terrestrial |

### مجموعه تلویزیونی
| Best Television Series | Best Television Series |
| Drama | Musical or Comedy |
| --- | --- |
| Hill Street Blues - دالاس - دودمان - Hart to Hart - Magnum, P.I. | Fame - چیرز - Love, Sidney - M*A*S*H - Taxi |
| Best Performance in a Television Series – Drama | |
| Actor | Actress |
| جان فورسایث - دودمان در نقش Blake Carrington - لری هگمن - دالاس در نقش J.R. Ewing - تام سلک - Magnum, P.I. در نقش Thomas Magnum III - دانیل جی. تراونتی - Hill Street Blues در نقش Capt. Francis "Frank" Furillo - رابرت واگنر - Hart to Hart در نقش Jonathan Hart                     | جوآن کالینز - دودمان در نقش Alexis Colby - لیندا ایوانز - دودمان در نقش Krystle Carrington - استفانی پاورز - Hart to Hart در نقش Jennifer Hart - ویکتوریا پرینسیپال - دالاس در نقش Pamela Barnes Ewing - جین وایمن - Falcon Crest در نقش Angela Channing |
| Best Performance in a Television Series — Musical or Comedy | |
| Actor | Actress |
| آلن آلدا - M*A*S*H در نقش Capt. Benjamin "Hawkeye" Pierce - رابرت گویلام - Benson در نقش Benson DuBois - جاد هیرش - Taxi در نقش Alex Reiger - باب نیوهارت - Newhart در نقش Dick Loudon - تونی رندل - Love, Sidney در نقش Sidney Shorr                                                  | دبی آلن - Fame در نقش Lydia Grant - آیلین برنان - Private Benjamin در نقش Cpt. Doreen Lewis - نل کارتر - Gimme a Break! در نقش Nellie "Nell" Harper - بانی فرانکلین - One Day at a Time در نقش Ann Romano - ریتا مورنو - 9 to 5 در نقش Violet Newstead - ایزابل سنفرد - The Jeffersons در نقش Louise Jefferson                                                                             |
| Best Performance in a Miniseries or Television Film | |
| Actor | Actress |
| آنتونی اندروز - باری دیگر برایدزهد در نقش Sebastian Flyte - Philip Anglim - The Elephant Man در نقش John Merrick - رابی بنسون - Two of a Kind در نقش Noel "Nolie" Minor - جرمی آیرونز - باری دیگر برایدزهد در نقش Charles Ryder - سم واترستون - اوپنهایمر در نقش J. Robert Oppenheimer | اینگرید برگمن - A Woman Called Golda در نقش Golda Meir - کارول برنت - Life of the Party: The Story of Beatrice در نقش Beatrice O'Reilly - Lucy Gutteridge - Little Gloria... Happy at Last در نقش Gloria Morgan Vanderbilt - آن جیلیان - Mae West در نقش Mae West - لی رمیک - The Letter در نقش Leslie Crosbie - جین استیپلتون - Eleanor, First Lady of the World در نقش Eleanor Roosevelt |
| Best Supporting Performance in a Series, Miniseries or Television Film | |
| Supporting Actor | Supporting Actress |
| لایونل استندر - Hart to Hart در نقش Max - پت هرینگتون جونیور - One Day at a Time در نقش Dwayne Schneider - جان هیلرمن - Magnum, P.I. در نقش Jonathan Higgins III - لورنزو لاماس - Falcon Crest در نقش Lance Cumson - آنسن ویلیامز - روزهای خوش در نقش Warren "Potsie" Weber            | شلی لانگ - چیرز در نقش Diane Chambers - ولری برتینلی - One Day at a Time در نقش Barbara Cooper Royer - مریلو هنر - Taxi در نقش Elaine O'Connor Nardo - بث هالند - آلیس در نقش Vera Gorman Novak - کارول کین - Taxi در نقش Simka Gravas - لرتا اسویت - M*A*S*H در نقش Maj. Margaret "Hot Lips" Penobscott                                                                                   |
| Best Miniseries or Television Film | |
| Brideshead Revisited - Eleanor, First Lady of the World - In the Custody of Strangers - Two of a Kind - A Woman Called Golda | |

The following programs received multiple nominations:
| نامزدی‌ها | عنوان فیلم                       |
| -------- | -------------------------------- |
| ۴        | دودمان                           |
| ۴        | Hart to Hart                     |
| ۴        | Taxi                             |
| ۳        | باری دیگر برایدزهد               |
| ۳        | دالاس                            |
| ۳        | Magnum P.I.                      |
| ۳        | M*A*S*H                          |
| ۳        | One Day at a Time                |
| ۲        | چیرز                             |
| ۲        | Eleanor, First Lady of the World |
| ۲        | Fame                             |
| ۲        | Hill Street Blues                |
| ۲        | Love, Sydney                     |
| ۲        | دو مدل از یک نوع                 |
| ۲        | A Woman Called Golda             |

The following programs received multiple wins:
| برندگان | عنوان فیلم           |
| ------- | -------------------- |
| ۲       | Brideshead Revisited |
| ۲       | Dynasty              |
| ۲       | Fame                 |

## Ceremony

### Presenters
- کاترین بچ
- جیمز برولین
- جوآن کالینز
- ریچارد درایفس
- روبرت گولت
- لیسا هارتمن بلک
- داستین هافمن
- شلی لانگ
- دونا میلز
- استفانی پاورز
- ویکتوریا پرینسیپال
- آیلین کوئین
- وین راجرز
- تام سلک
- جین سیمور
- ویلیام شاتنر
- رابرت واگنر
- دی والاس

### جایزه گلدن گلوب سیسیل بی. دمیل
لارنس الیویه